# Fart Proudly
Fart Proudly (« Pétez fièrement »), ou A Letter to a Royal Academy about farting (« Lettre à une Académie royale à propos du pet ») ou To the Royal Academy of Farting (« À l'Académie royale du pet »), est le titre populaire d'un essai de Benjamin Franklin sur les flatulences écrit vers 1781 alors qu'il était ambassadeur des États-Unis en France,.

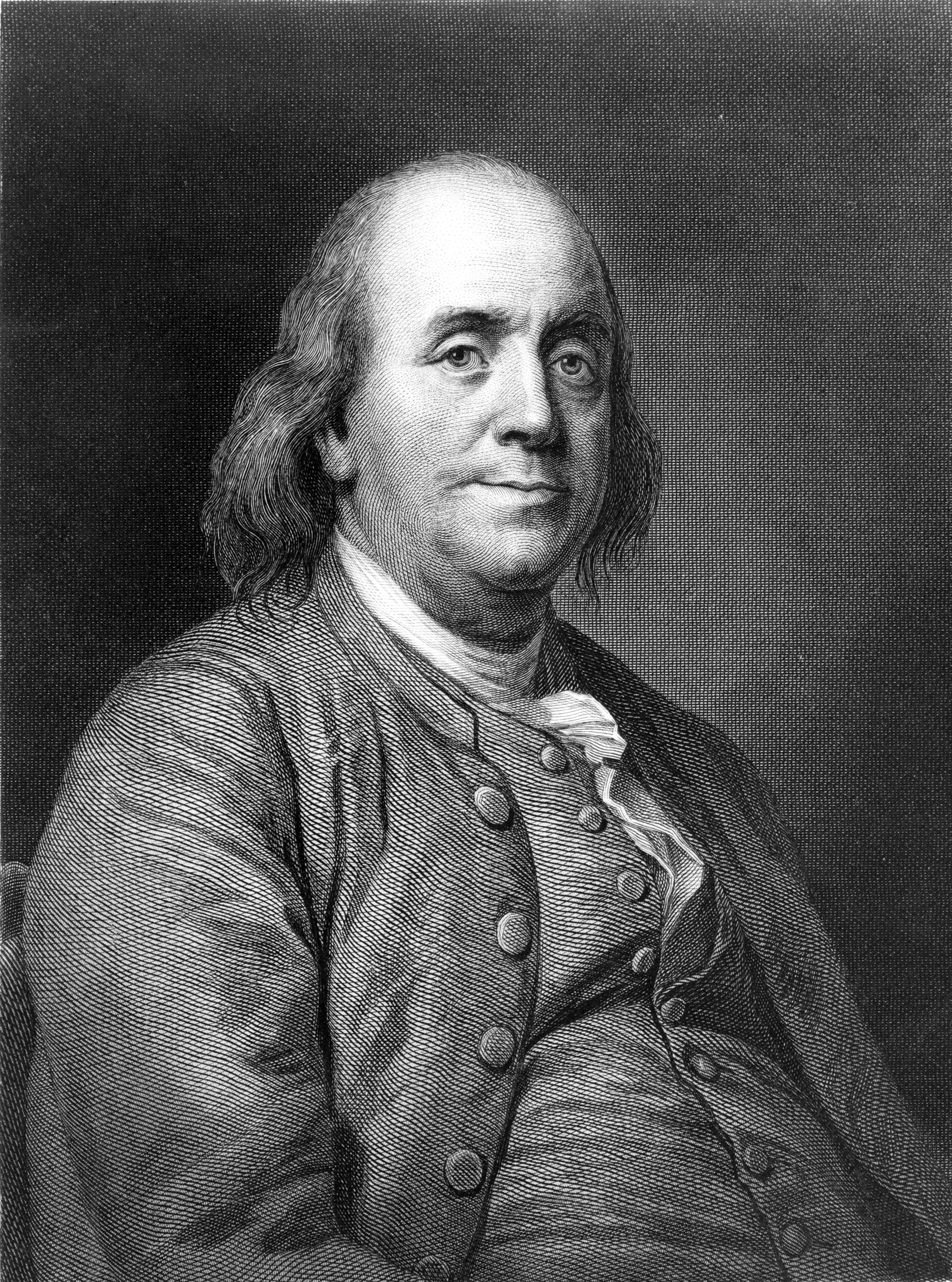
Franklin fit un calembour en expliquant que, comparées à ses réflexions sur les flatulences, les autres recherches scientifiques valaient à peine un
farthing (c'est-à-dire littéralement un jeu de mots entre « quart de penny » et « pet »).

La lettre a été écrite en réponse à un appel à contributions scientifiques de l'Académie royale de Bruxelles. Pour Franklin, les différentes sociétés académiques en Europe devenaient de plus en plus prétentieuses et trop soucieuses de sujets théoriques non expérimentaux. Révélant son côté « paillard », il suggère que soient entreprises des recherches et des expériences sur les méthodes permettant d'améliorer l'odeur des flatulences humaines. La contribution n'a jamais été soumise mais a été envoyée à Richard Price philosophe unitarien gallois avec qui Franklin entretenait une correspondance.
Imprimées sur la presse privée de Franklin à Passy, des copies ont été adressées à certains de ses amis dont Joseph Priestley, chimiste renommé pour ses travaux sur les gaz. Après la mort de Franklin, la lettre a longtemps été exclue des recueils de ses écrits, mais est disponible en ligne.